# Sylvia Noble
Pour les articles homonymes, voir Noble (homonymie).
Sylvia Noble, née « Sylvia Mott », est un personnage de fiction récurrent de la série télévisée britannique de science-fiction Doctor Who. Elle est la mère de Donna Noble, qui a été la compagne du Docteur au cours de la saison 4 (2008) et la fille de Wilfred Mott, qui a accompagné le Docteur au cours de l'épisode La Prophétie de Noël.
Elle est interprétée par Jacqueline King, actrice britannique.

## Histoire du personnage

### Le Mariage de Noël(Noël 2006)
Sylvia assiste avec son mari au mariage de sa fille Donna dans Le Mariage de Noël. Elle était très agacée par la disparition de sa fille lors du mariage et n'a pas cru sa fille quand elle est revenue et a tenté d'expliquer ce qu'il s'était passé. Peu après que Donna est revenue les robots père noël et les tueurs arbres ont attaqué mais Sylvia et son mari s'en sont sortis indemne.

### Saison 4 (2008)
On retrouve Sylvia veuve depuis que son mari est décédé d'une maladie vivant avec sa fille et son père dans Le Retour de Donna Noble. Sylvia se désole de voir sa fille ne trouver aucun emploi et se montre dure avec sa fille. Elle retrouva un soir ses amis et son amie Suzette Chambers lui apprend qu'elle a commencé à prendre les médicaments adiposes pour maigrir. Peu après dans la soirée elle regarde avec stupeur son amie perdre sa graisse de façon accélérée puis suit les bouts de graisses dehors et aperçoit le vaisseau spatial emmener les créatures de graisses.
Pendant A.T.M.O.S., première partie et A.T.M.O.S., deuxième partie Sylvia retrouve sa fille qui est de retour de ses voyages avec le docteur mais Donna ne veut pas lui dire la vérité. Sylvia rencontre de nouveau le docteur en sauvant son père enfermé dans une voiture équipé d'A.T.M.O.S. Elle et son père se cacheront chez eux pour échapper aux gaz émis par les voitures A.T.M.O.S du monde entier.
Dans l'épisode Le Choix de Donna l'histoire nous montre ce qu'aurait été la vie de Donna si elle n'avait jamais rencontrée le docteur. Dans cette chronologie alternative Sylvia est tombée dans une grave dépression depuis la mort de son mari. Sylvia, Donna et Wilfred se rendirent pendant les vacances de noël dans un hôtel et assistent à la destruction de Londres par le vaisseau (bateau) Titanic. Ils sont alors obligés de se rendre à Leeds. Là-bas ils se retrouvent dans un appartement avec plusieurs familles et dorment dans la cuisine. La dépression de Sylvia s'aggrava de plus en plus car elle pensait à ses amis surement décédés et dans le malheur ou se trouvait sa famille. Sylvia admit à Donna qu'elle a toujours été une déception pour elle. Après que Donna a rétabli l'ordre des choses ses événements ont été effacés.
Dans La Terre volée Sylvia assiste avec son père à l'apparition des Daleks sur terre. Wilfred et elle tentèrent de s'échapper avant qu'ils ne soient tués mais un des Daleks les arrêta pour les exterminer mais ils sont sauvés par Rose Tyler. Wilfred et Sylvia rentrèrent chez eux avec Rose et Sylvia apprit enfin la vérité sur l'absence de sa fille et de ses voyages avec le docteur dans l'espace. Lorsque certains amis du docteur se sont connectés par Webcam Rose ne put pas prévenir les autres qu'elle était présente car Sylvia n'avait pas de webcam. Rose disparut ensuite de la maison de Sylvia rejoindre le docteur.
Sylvia était heureuse que la terre soit sauvée dans La fin du voyage. Quand le docteur ramena Donna inconsciente et expliqua à sa famille qu'elle ne se souviendra pas d'avoir voyagé avec lui Sylvia fut triste pour sa fille. Elle trouva sa fille la plus importante de l'univers et se montra beaucoup plus attentionnée envers Donna.

### La Prophétie de Noël(Noël 2009)
On retrouve Sylvia dans La Prophétie de Noël où elle a une bien meilleure relation avec sa fille. Elle revit le docteur et fut terrifiée que Donna se souvienne en le voyant. Elle demanda à son père de ne pas suivre le docteur sans succès. Sylvia fut transformée comme les autres humains de la planète en réplique du Maître en perdant sa vie et remplacée par le Maître. Sylvia a plus tard assistée au mariage de Donna en remerciant le docteur et eu un profond respect pour lui quand il offrit à la famille Noble un billet de loterie gagnant.

### Épisodes Spéciaux60eAnniversaire (2023)
Annoncée au casting des épisodes spéciaux célébrant le 60e anniversaire de la série. Elle apparaît dans les épisodes La Créature Stellaire et Le Fabricant de Jouets.

## Liste des apparitions
Saison 3
- Le Mariage de Noël

Saison 4
- Le Retour de Donna Noble
- A.T.M.O.S., première partie
- A.T.M.O.S., deuxième partie
- Le Choix de Donna
- La Terre volée
- La Fin du voyage
- La Prophétie de Noël (partie 1 et 2)

Hors-saison (2023)
- La Créature Stellaire
- Le Fabricant de Jouets